# Вук Караџић (ТВ серија)
Вук Караџић је југословенска телевизијска серија, снимљена у продукцији Телевизије Београд 1987, поводом двестоте годишњице његовог рођења. Серија прати живот и рад просветитеља и реформатора српског језика Вука Караџића (1787—1864), као и српску националну и културну револуцију током 19. века, чији је Вук Караџић био савременик, као активан учесник и сведок. Режирао ју је Ђорђе Кадијевић, по сценарију који је написао књижевник Милован Витезовић.
Редитељ, историчар уметности и ликовни критичар Ђорђе Кадијевић је екранизовање српске националне историје започео још 1983. дводелном телевизијском драмом „Карађорђева смрт”. Ова драма доживела је велики успех код публике. Главне улоге Карађорђа Петровића и Милоша Обреновића поверене су глумцима Марку Николићу и Александру Берчеку (ова подела задржана је и у серији Вук Караџић). Потом је уследио рад на серији о просветитељу и реформатору српског језика Вуку Караџићу, чији је животни пут био више него трновит. Поред његовог живота серија веома сликовито приказује и кључне догађаје из времена српске националне револуције, са почетка 19. века, као и стварање српске националне државе.
Сценариста Милован Витезовић је више од пет година писао сценарио за ову серију, док је само снимање трајало пуне четири године, од 1983. до 1987. године. Серија је имала велику подршку, поготово материјалну, од стране Одбора за прославу 200 годишњице рођења Вука Караџића, на чијем се челу налазио Душан Чкребић. Прва епизода серије „Родни Јадар” емитована је 8. новембра 1987. на дан када је рођен Вук Караџић.
На предлог књижевника Умберта Ека серија је добила награду Гран-при Европе на фестивалу у Риму. Серија „Вук Караџић” се сматра једном од најбољих ТВ серија снимљених на овим просторима, а уз ТВ серију „Алекса Шантић” је најбоља историјска серија снимљена у време постојања СФР Југославије.